# Mete Yeltepe
Mete Yeltepe (ur. 6 lipca 1985 w Kadıköy) – turecki wioślarz.

## Osiągnięcia
- Mistrzostwa Świata Juniorów – Troki 2002 – jedynka – 19. miejsce[1].
- Mistrzostwa Świata Juniorów – Ateny 2003 – jedynka – 9. miejsce[1].
- Mistrzostwa Świata – Mediolan 2003 – dwójka podwójna wagi lekkiej – 20. miejsce[1].
- Mistrzostwa Świata U-23 – Amsterdam 2005 – jedynka wagi lekkiej – brak[1][2].
- Mistrzostwa Świata U-23 – Hazewinkel 2006 – jedynka wagi lekkiej – 3. miejsce[1].
- Mistrzostwa Świata – Eton 2006 – czwórka bez sternika wagi lekkiej – 16. miejsce[1].
- Mistrzostwa Świata U-23 – Glasgow 2007 – jedynka wagi lekkiej – 7. miejsce[1].
- Mistrzostwa Świata – Linz 2008 – jedynka wagi lekkiej – brak[1][2].